# Bulldogs de Liège
Die Bulldogs de Liège sind ein belgischer Eishockeyclub aus Lüttich. Der 1997 gegründete Verein nimmt seit 2015 an der BeNe League teil und wurde 2014 erstmals sowohl belgischer Landesmeister als auch Pokalsieger. Der Doppelsieg konnte 2022 und 2023 wiederholt werden. 2024 wurde die BeNe League gewonnen.

## Geschichte
Die Bulldogs de Liège wurden 1997 gegründet und nahmen seit 2007 am Spielbetrieb der Eredivisie, der höchsten belgischen Spielklasse, teil. Zuvor war bereits mit dem Cercle des Patineurs Liègois ein Eishockeyverein aus der Stadt erfolgreich und wurde zehn Mal belgischer Meister. 2014 gewann die Mannschaft erstmals den belgischen Meistertitel. Zwar konnte sie die Hauptrunde lediglich als Zweiter hinter den White Caps Turnhout beenden. Im Playoff-Finale, das das Team aus Lüttich durch 2:1 Siege gegen die Antwerp Phantoms erreichten hatten, gelang jedoch ein klarer 3:0-Durchmarsch. Die Bulldoggen waren damit nach vierzig Jahren der erste belgische Meister aus der Wallonie, seit 1974 Cercle des Patineurs Liègois seinen letzten Titel erringen konnte. Im selben Jahr konnten die Lütticher durch einen 4:3-Endspielsieg über die White Caps Turnhout auch erstmals den belgischen Pokal sichern. Seit 2015 spielt die Mannschaft in der neugegründeten belgisch-niederländischen BeNe League teil. 2018 gelang der zweite Sieg im belgischen Pokalwettbewerb. 2022 und 2023 wurde erneut das Double aus Meisterschaft und Pokal errungen. 2024 wurde die BeNe League gewonnen.